# Шуйское сельское поселение (Смоленская область)
Шу́йское се́льское поселе́ние — упразднённое муниципальное образование в составе Вяземского района Смоленской области России.
Административный центр — село Шуйское. На территории поселения находилось 6 населённых пунктов.
Образовано Законом Смоленской области от 28 декабря 2004 года. Упразднено Законом Смоленской области от 25 мая 2017 года с включением всех входивших в него населённых пунктов в Тумановское сельское поселение.

## Географические данные
- Общая площадь: 96,34 км²
- Расположение: северо-восточная часть Вяземского района
- Граничит:
  - на севере — с Новодугинским районом
  - на востоке — с Гагаринским районом
  - на юге — с Мещёрским сельским поселением
  - на западе — с Каснянским сельским поселением
- Крупные реки: Касня.

## Экономика
Сельхозпредприятия, магазины, охотохозяйство.

## Население
| 2011 | 2012 | 2013 | 2014 | 2015 | 2016 | 2017 |
| ---- | ---- | ---- | ---- | ---- | ---- | ---- |
| 607  | ↘588 | ↘563 | ↘534 | ↗538 | ↘525 | ↘516 |

## Населённые пункты
В состав поселения входили следующие населённые пункты:
- Шуйское, село
- Демидово, деревня
- Савенки, деревня
- Сороколетово, деревня
- Станы, деревня
- Федяево, деревня